# Dziki i wolny
Dziki i wolny (ang. The Quick and the Dead) – amerykański western z 1987 roku, będący adaptacją powieści Louisa L’Amoura. Wyświetlany w Polsce również pod alternatywnymi tytułami Szybki i martwy oraz Na Zachód!.

## Treść
Rodzina McKaskelów podąża na zachód, by rozpocząć tam nowe życie. Po drodze popadają w konflikt z bandytami. Życie ratuje im tajemniczy rewolwerowiec; Con Vallian, który przyłącza się do nich. W trakcie wędrówki Con Vallian, lepiej znający realia Zachodu, jeszcze kilkakrotnie ratuje im życie. Wzbudza to nieufność Toma McKaskela, który nie wierzy, że Con działa całkiem bezinteresownie. Podejrzewa, że interesuje się on jego żoną.

## Obsada
- Sam Elliott - Con Vallian
- Tom Conti - Duncan McKaskel
- Kate Capshaw - Susanna McKaskel
- Kenny Morrison - Tom McKaskel
- Matt Clark - Doc Shabitt